# Around the Next Dream
Around the Next Dream je jediné studiové album superskupiny BBM (Bruce-Baker-Moore). Nahrávání alba probíhalo mezi podzimem 1993 a začátkem roku 1994, celé album potom vyšlo v květnu 1994 u vydavatelství Virgin Records.

## Seznam skladeb
| Pořadí | Název                                 | Autor                  | Délka |
| ------ | ------------------------------------- | ---------------------- | ----- |
| 1.     | Waiting in the Wings                  | Moore, Bruce           | 3:42  |
| 2.     | City of Gold                          | Moore, Bruce, Hanrahan | 3:57  |
| 3.     | Where in the World                    | Moore, Bruce           | 5:23  |
| 4.     | Can't Fool the Blues                  | Moore, Bruce, Hanrahan | 5:15  |
| 5.     | High Cost of Loving                   | Jones, Hamlett         | 5:14  |
| 6.     | Glory Days                            | Moore, Bruce, Baker    | 4:23  |
| 7.     | Why Does Love (Have to Go Wrong)?     | Moore, Bruce, Baker    | 8:47  |
| 8.     | Naked Flame                           | Moore                  | 6:06  |
| 9.     | I Wonder Why (Are You So Mean to Me?) | Albert King            | 5:00  |
| 10.    | Wrong Side of Town                    | Moore                  | 4:00  |

| Bonusy na reedici z roku 2002 (CD) | Bonusy na reedici z roku 2002 (CD)                     | Bonusy na reedici z roku 2002 (CD) | Bonusy na reedici z roku 2002 (CD) |
| Pořadí                             | Název                                                  | Autor                              | Délka                              |
| ---------------------------------- | ------------------------------------------------------ | ---------------------------------- | ---------------------------------- |
| 11.                                | Danger Zone                                            | Moore, Bruce, Baker                | 6:00                               |
| 12.                                | World Keeps On Turning                                 | Green                              | 7:53                               |
| 13.                                | Sitting on Top of the World (koncertní nahrávka)       | Vinson, Chatmon                    | 6:22                               |
| 14.                                | I Wonder Why (Are You Mean to Me) (koncertní nahrávka) | King                               | 5:08                               |

## Sestava
BBM
- Ginger Baker – bicí, perkuse, klávesy, zpěv
- Jack Bruce – basová kytara, violoncello, zpěv
- Gary Moore – kytary, klávesy, zpěv

Další hudebníci
- Ian Taylor – producent, zvukový inženýr (spolu s BBM)
- Tommy Eyre – klávesy
- Arran Ahmun – bicí v „Where in the World“
- Morris Murphy – trubka v „Glory Days“